# La desconocida del Sena

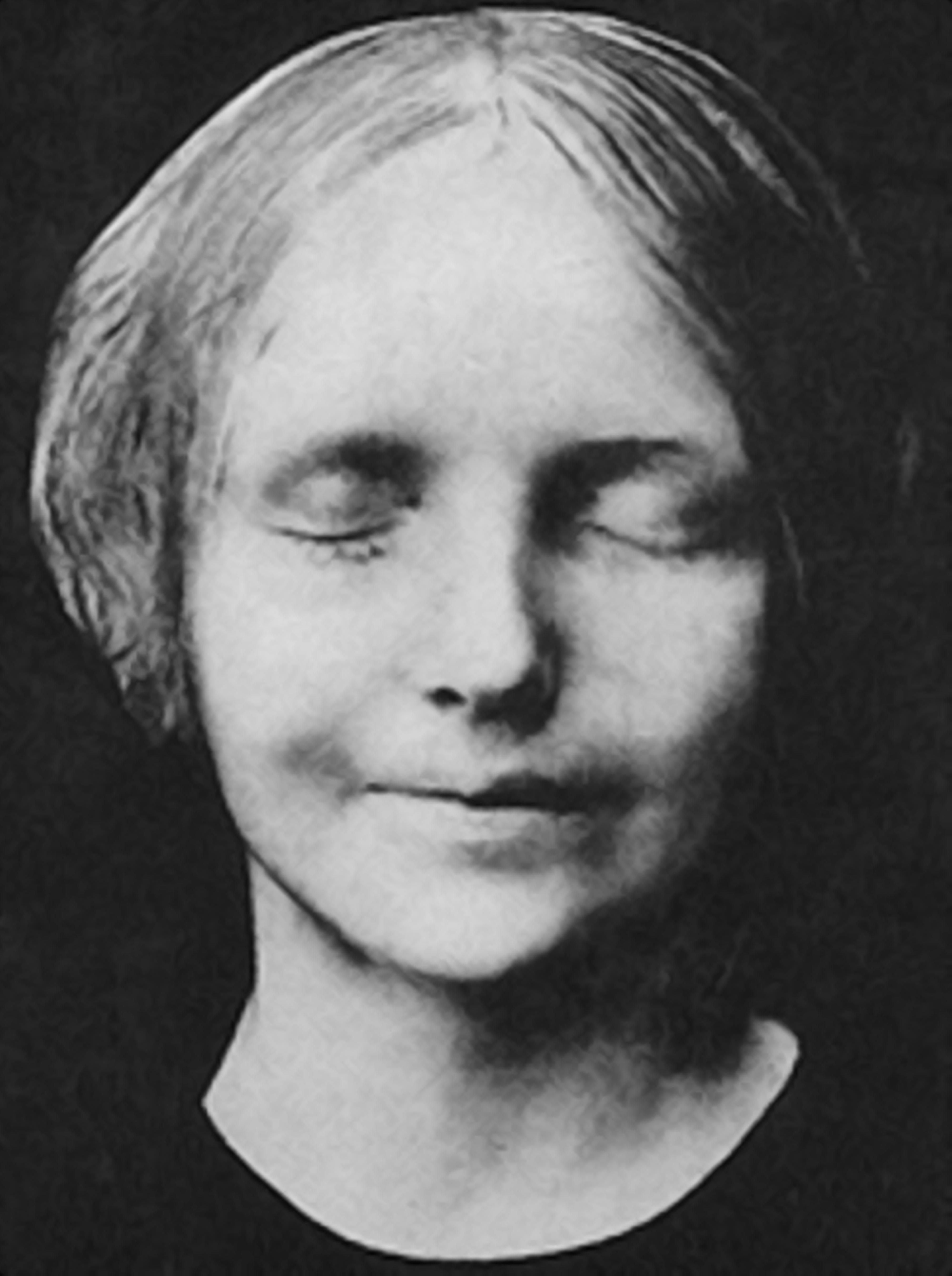
La Desconocida del Sena (L'Inconnue de la Seine)

La desconocida del Sena (en francés, L'Inconnue de la Seine) fue una mujer no identificada y supuestamente ahogada en el río Sena de París, cuya máscara mortuoria se volvió un accesorio popular en las paredes de las casas de los artistas después del año 1900 y su rostro fue la inspiración de numerosas obras literarias.
Con el tiempo, la desconocida del Sena se ha convertido en un ícono de la cultura popular y el arte.
En su libro sobre el suicidio, El dios salvaje (The Savage God), el crítico británico Al Álvarez escribió: "Me han dicho que toda una generación de chicas alemanas inspiraron su apariencia en ella". Álvarez informa que, según Hans Hesse, de la Universidad de Sussex, "la Desconocida se convirtió en el ideal erótico de la época, como lo fue Bardot en los años 50. Él piensa que las actrices alemanas como Elisabeth Bergner se inspiraron en ella. Fue desplazada finalmente como paradigma por Greta Garbo".

## Historia
Según la historia recurrente, el cuerpo de la joven fue sacado del río Sena en el Quai du Louvre en París a finales de la década de 1880. El cuerpo no mostraba signos de violencia y se sospechaba que se trataba de un suicidio.
Un patólogo en la morgue de París quedó tan impresionado por su belleza que moldeó una máscara mortuoria de su cara. Según otras versiones, la máscara fue tomada de la hija de un fabricante de máscaras en Alemania. La identidad de la joven nunca se descubrió; Claire Forestier, fabricante francesa de máscaras, estimó que su edad no superaría los 16 años por la firmeza de su piel.
Se produjeron numerosas copias en los años siguientes. Estas copias se convirtieron rápidamente en un accesorio de moda en la bohemia sociedad parisina. El escritor Albert Camus, entre otros, comparó su enigmática sonrisa a la de Mona Lisa[cita requerida], dando lugar a numerosas especulaciones, por ejemplo acerca de las pistas que podía ofrecer su gesto extrañamente feliz sobre su vida, muerte y su lugar en la sociedad.
Su popularidad también es de interés para la historia de los medios artísticos, en relación con su amplia reproducción. El molde original fue fotografiado, y se hicieron nuevos moldes a partir de los negativos. Esos nuevos moldes tienen detalles que normalmente se pierden en los cuerpos extraídos del agua, pero la aparente preservación de esos detalles faciales parecían reforzar su autenticidad.

## Representaciones artísticas

### La Desconocida en la literatura de lengua inglesa
La primera mención de la Desconocida puede encontrarse en la novela The Worshipper of the Image (El adorador de la imagen, 1900), del autor británico Richard Le Gallienne, en que un poeta inglés se enamora de la máscara, llevando a la muerte de su hija y al suicidio de su esposa. En la primera edición de la novela A Habit of Dying (La costumbre de morir, 2010), del británico Donald J. Wiseman, se utiliza la imagen de la Desconocida como ilustración de la portada.
El estadounidense Chuck Palahniuk, en su novela Haunted (Fantasmas, 2005), escribió sobre la Desconocida en el cuento "Exodus", aunque en él se le llama Breather Betty.
La novela de misterio The Angels Will Not Care (A los ángeles no les importará, 1998), del estadounidense John Straley, incluye un club llamado L'Inconnue de la Seine, donde la gente con enfermedades terminales iba si deseaba terminar con su propia vida.
En el álbum Opheliac (2006), de la cantante norteamericana Emilie Autumn, el protagonista de la canción "306" parece haberse suicidado ahogándose; la canción y el protagonista parecen estar fuertemente influidos por la Desconocida del Sena. Además, en el libro de Emilie The Asylum for Wayward Victorian Girls (2009), el personaje Anne se suicida ahogándose. Más tarde la encuentran donde se muestran unos cadáveres sacados del canal; se describe que tiene una ligera sonrisa y un trozo de madera atado alrededor del cuello, en el que se lee: "No identificada".

### La Desconocida en la literatura de lengua alemana
En la única novela del poeta austríaco Rainer Maria Rilke, Die Aufzeichnungen des Malte Laurids Brigge (Los cuadernos de Malte Laurids Brigge, 1910), el protagonista evoca la máscara:
"El moldeador que visito todos los días tiene dos máscaras colgando al lado de su puerta. La de una joven que se ahogó que alguien copió en la morgue porque era bella, porque aún sonreía, porque su sonrisa era tan engañosa - como si lo supiera."
"Der Mouleur, an dem ich jeden Tag vorüberkomme, hat zwei Masken neben seiner Tür ausgehängt. Das Gesicht der jungen Ertränkten, das man in der Morgue abnahm, weil es schön war, weil es lächelte, weil es so täuschend lächelte, als es wüßte."
En 1926, el historiador del arte alemán Ernst Benkard publicó Das letzte Antlitz (Rostros inmortales), un libro sobre 126 máscaras mortuorias, en el que describe a la Desconocida "como una delicada mariposa para nosotros, quienes, desperocupados y eufóricos, revoloteamos frente a la lámpara de la vida, quemando nuestras finas alas" ("uns jedoch ein zarter Schmetterling, der, sorglos beschwingt, an der Leuchte des Lebens seine feinen Flügel vor der Zeit verflattert und versengt hat").
La ampliamente traducida y vendida novela del explorador y botánico alemán Reinhold Conrad Muschler Die Unbekannte (La Desconocida,1934) cuenta la historia de una huérfana provinciana, Madeleine Lavin, quien se ha enamorado del diplomático británico lord Thomas Vernon Bentick; después de un romance, al volver Bentick con su novia, Madeleine se suicida tirándose al Sena. Esta novela fue llevada al cine en 1936 en la película del mismo nombre.
Otros ejemplos aparecen en:
- El relato L'Inconnue de la Seine (1931), de la austríaca Hertha Pauli, que se publicó por primera vez en el periódico alemán Berliner Tageblatt.
- La obra Die Unbekannte aus der Seine (La Desconocida del Sena, 1934), del austríaco Ödön von Horváth, que se basa en la obra de su amiga Hertha Pauli.
- El relato breve Die Unbekannte aus der Seine (1936), de la germano-francesa Claire Goll.

### La Desconocida en la literatura de lengua rusa
El escritor estadounidense de origen ruso Vladimir Nabokov publicó el poema "L'Inconnue de la Seine" (1934), escrito en ruso, en el periódico Posledniye Novosti, un periódico publicado en París por rusos blancos exiliados. Se ha argumentado que este poema tiene mucho que ver tanto con el mito ruso de la rusalka como con la propia máscara.

### La Desconocida en la literatura de lengua francesa
El autor francés Maurice Blanchot, que poseía una de las máscaras, la describió en su ensayo Une voix venue d'ailleurs (Una voz venida de otra parte, 1992) como "una joven con los ojos cerrados, animada por una sonrisa tan relajada y tranquila [...] que se podría pensar que se ahogó en un momento de extrema felicidad" ("une adolescente aux yeux clos, mais vivante par un sourire si délié, si fortuné, [...] qu'on eût pu croire qu'elle s'était noyée dans un instant d'extrême bonheur").
El poeta franco-uruguayo Jules Supervielle publicó en 1929 un relato breve titulado L'Inconnue de la Seine.
En la novela Aurélien (1944), del autor surrealista francés Louis Aragon, la Desconocida desempeña un papel importante: el protagonista posee una copia de la máscara y confunde el rostro de la Desconocida con el de su amada Bérénice. A inicios de los años 1960, el fotógrafo norteamericano Man Ray contribuyó con sus fotografías a una nueva edición de la obra.

### La Desconocida en lengua hispana
El Nobel de literatura Gabriel García Márquez, escribe en 1968 El ahogado más hermoso del mundo.

## Muñeco de reanimación cardiopulmonar
La cara de la Desconocida fue usada como modelo para la cabeza del maniquí de primeros auxilios nombrado Resusci Anne. El maniquí fue creado en 1958 por Peter Safar y Asmund Laerdal y se usó en numerosos cursos de RCP en 1960. Por eso hay quienes llaman a Resusci Anne "la cara más besada" de la historia.